# Taj Mir
Taj Mir (em persa: تاج مير) é um vilarejo localizado em Momenabad, distrito da região central do condado de Sarbisheh, província de Coração do Sul, Irã.  
Em 2006, o censo das repúblicas islâmicas do Irã determinou que a população do vilarejo era de 284 pessoas, distribuídas em 56 famílias.